# Організація 501(c)(3)
Організація 501(c)(3) — у законодавстві США це корпорація, траст, некорпоративна асоціація або інший тип організації, звільнений від федерального прибуткового податку відповідно до розділу 501(c)(3) Розділу 26 Кодексу США . Це один із 29 типів некомерційних організацій 501(c) у США.
Звільнення від сплати податків поширюється на організації, які організовані та діють виключно для релігійних, благодійних, наукових, літературних чи освітніх цілей, для перевірки громадської безпеки, сприяння національним або міжнародним аматорським спортивним змаганням або для запобігання жорстокого поводження з дітьми або тваринами. Це також застосовується до будь-якої незареєстрованої громадської скриньки, фонду, співробітницької асоціації чи фонду, організованого та керованого виключно для цих цілей. Існують також організації підтримки, які часто називають організаціями «друзів».

## Типи
Виділяють дві звільнені від податків групи організацій 501(c)(3):
- Державна благодійна організація, визначена Службою внутрішніх доходів (IRS) як «неприватна фундація», зазвичай отримує значну частину свого доходу, прямо чи опосередковано, від широкої громадськості чи від уряду. Громадська підтримка має бути досить широкою, не обмежуючись кількома особами чи родинами. Державні благодійні організації визначені в Кодексі внутрішніх доходів у розділах 509(a)(0)–509(a)(4).[8]
- Приватний фонд, який називають недіючим фондом, що отримує більшу частину свого доходу від інвестицій та пожертвувань. Цей дохід використовується для надання грантів іншим організаціям, а не безпосередньо для благодійної діяльності. Відповідно до розділу 509(a) Кодексу внутрішніх доходів приватні фонди визначені як організації 501(c)(3), які не вважаються державними благодійними організаціями.[9][10]